# Roy Bittan
Roy Bittan (Queens, 2 juli 1949) is een Amerikaans toetsenist en pianist die met name bekend is als lid van de E Street Band van Bruce Springsteen.

## Biografie
In 1974 trad Roy Bittan toe bij de E Street Band en was als muzikant voor het eerst te horen op het album Born to Run. Samen met Steven Van Zandt nam hij veel van de achtergrondzang van dat album op zich. Drie jaar later was hij ook als toetsenist te horen op het album Bat Out of Hell van Meat Loaf en in 1980 speelde hij ook mee met Dire Straits. In de tussentijd speelde hij ook nog op twee albums van David Bowie mee. Toen Bruce Springsteen tijdelijk brak met de E Street Band in 1989 bleef Bittan als een van de weinige muzikanten aan bij Springsteen. Na de dood van Danny Federici nam hij ook het accordeonspel in de band op zich.
E Street Band: Bruce Springsteen · Roy Bittan · Nils Lofgren · Patti Scialfa · Garry Tallent · Steven Van Zandt · Max Weinberg
Jake Clemons · Charles Giordano · Soozie Tyrell
Voormalige leden: Ernest Carter · Clarence Clemons · Danny Federici · Vini Lopez · David Sancious
Voormalige tourmuzikanten:
Everett Bradley · Barry Danielian · Clark Gayton · Curtis King · Suki Lahav · Ed Manion · The Miami Horns · Cindy Mizelle · Michelle Moore · Tom Morello · Curt Ramm · Jay Weinberg
- Bibsys: 7049104
- Biblioteca Nacional de España: XX1777123
- Bibliothèque nationale de France: cb142673197 (data)
- Gemeinsame Normdatei: 134330013
- International Standard Name Identifier: 0000 0001 1450 7601
- Library of Congress Control Number: n84157880
- MusicBrainz: 11d2fcfe-669d-4596-8921-e07dbdae311f
- Nationale Bibliotheek van Tsjechië: xx0078186
- Nationale Bibliotheek van Israël: 987007412875005171
- Virtual International Authority File: 85814365
- WorldCat: E39PBJyxmhgRr4pf3WpfD669Xd